# Instituto Politécnico Nacional
Instituto Politécnico Nacional (tiếng Tây Ban Nha: [instiˈtuto poliˈtekniko nasjoˈnal], tạm dịch là Học viện Bách khoa Quốc gia), viết tắt IPN, là một trong những đại học công lập lớn nhất ở México với 171,581 sinh viên ở bậc học trung học, đại học và sau đại học. Trường được thành lập vào ngày 01 tháng 01 năm 1936 trong nhiệm kỳ lãnh đạo của Tổng thống México Lázaro Cárdenas với mục tiêu mang lại sự giáo dục chuyên nghiệp cho các giai cấp bị thua thiệt trong thời kỳ đó.